# هلنا نوردهیم
هلنا نوردهیم (به انگلیسی: Helena Nordheim) ژیمناست زادهٔ ۱ اوت ۱۹۰۳ میلادی اهل کشور هلند است.